# Ving Rhames
Ving Rhames, właśc. Irving Rameses Rhames (ur. 12 maja 1959 w Nowym Jorku) – amerykański aktor filmowy, który wystąpił m.in. w roli Luthera Stickella w serii filmów Mission: Impossible i Marsellusa Wallace'a w Pulp Fiction (1994). Wystąpił także w takich filmach jak Drabina Jakubowa (1990), Dave (1993), Striptease (1996), Con Air – lot skazańców (1997), Ciemna strona miasta (1999), Świt żywych trupów (2004), Dzień żywych trupów (2008), Pirania 3D (2010) i Bękarty (2017).

## Życiorys
Urodził się i wychował w nowojorskim Harlemie, jako syn Reather i Ernesta Rhamesa, mechanika samochodowego. Jego rodzice wychowywali się jako dzierżawcy w Karolinie Południowej. Rodzice nadali mu imię Irving na cześć dziennikarza NBC Irvinga R. Levine’a.
Uczęszczał do nowojorskiej High School of Performing Arts na Manhattanie, gdzie zafascynował się aktorstwem. Po ukończeniu szkoły średniej, studiował dramat na State University of New York at Purchase w Harrison, gdzie jego przydomek „Ving” wymyślił dla niego student aktorstwa Stanley Tucci. W latach 1979–1983 studiował w Juilliard School, gdzie zaprzyjaźnił się z Eriqiem La Salle, znanym przede wszystkim jako dr Peter Benton z Ostrego dyżuru.
W 1984 zadebiutował na Broadwayu w sztuce The Winter Boys, gdzie partnerował Mattowi Dillonowi. Przez następne lata grał w przedstawieniach off-broadwayowskich, przyjmował też epizodyczne role w serialach, w tym Policjanci z Miami (1985). Był obsadzony w dramacie wojennym Briana De Palmy Ofiary wojny (1989) u boku Seana Penna i Michaela J. Foxa, a potem w dreszczowcu psychologicznym Adriana Lyne’a Drabina Jakubowa (1990) z Timem Robbinsem. Rolą przełomową okazała się postać twardego dealera narkotyków Marsellusa „Big Man” Wallace’a w filmie  Quentina Tarantino Pulp Fiction (1994).
Wystąpił gościnnie jako Walter Robbins w kilku odcinkach serialu NBC Ostry dyżur (1994–1996), gdzie jedną z głównych ról odtwarzał jego przyjaciel ze studiów, Eriq La Salle. Na planie serialu poznał swą przyszłą żonę Valerie Scott, którą poślubił w 1994. Jednak w 1999 doszło do rozwodu.
W 1998 został uhonorowany Złotym Globem za kreację Dona Kinga w biograficznym filmie telewizyjnym HBO Don King – król boksu (Don King: Only in America, 1997). Można go było zobaczyć także w takich hollywoodzkich produkcjach jak Mission: Impossible (1996) u boku Toma Cruise’a, Striptease (1996) czy Con Air – lot skazańców (1997) z Nicolasem Cage’em, a potem także Co z oczu, to z serca (1998) obok takich gwiazd jak George Clooney i Jennifer Lopez, Osaczeni (1999) z Seanem Connerym i Catherine Zeta-Jones, dramacie Martina Scorsese Ciemna strona miasta (1999) czy drugiej części Mission: Impossible II (2000).

## Filmografia
- 1989: Ofiary wojny
- 1994: Pulp Fiction
- 1996: Mission: Impossible jako Luther Stickell
- 1996: Striptease
- 1997: Niebezpieczny kraj jako Muki
- 1998: Co z oczu, to z serca
- 1999: Mission: Impossible II jako Luther Stickell
- 1999: Osaczeni
- 2002: Champion (Undisputed)
- 2004: Świt żywych trupów jako Kenneth
- 2005: Ryzykant jako Cue Ball Carl Bridgers
- 2006: Mission: Impossible III jako Luther Stickell
- 2007: Państwo młodzi: Chuck i Larry jako Fred G. Duncan
- 2009: Turniej jako Joshua Harlow
- 2009: Konspiracja Echelon jako Agent Dave Grant
- 2009: Surogaci jako The Prophet
- 2011: Mission: Impossible – Ghost Protocol jako Luther Stickell
- 2011: Krwawa rzeka (The River Murders) jako kapitan Langley
- 2012: Minus siedem jako Jack
- 2018: Mission: Impossible – Fallout jako Luther Stickell
- 2021: Mission: Impossible 7 jako Luther Stickell (w produkcji)